# 미트 더 피블스
《미트 더 피블스》(Meet The Feebles)는 뉴질랜드에서 제작된 피터 잭슨 감독의 1989년 애니메이션 영화이다. 스투어트 데베니 등이 주연으로 출연하였고 피터 잭슨 등이 제작에 참여하였다.
이 영화는 NZ$80,000의 수익을 거둬들임으로써 상업적으로 실패하였다.

## 출연

### 주연
- 스투어트 데베니
- 브라이언 서전트
- 마크 해드로우
- 마크 라이트

## 기타
- 미술: 마이클 케인